# Alt (Wielki Manchester)
Alt – osada w Anglii, w hrabstwie Wielki Manchester, w dystrykcie Oldham. Leży 3,6 km od miasta Oldham, 11,3 km od miasta Manchester i 260,5 km od Londynu. W 1951 roku civil parish liczyła 746 mieszkańców.